# Борисцево (Торжокский район)
Бори́сцево — деревня в Торжокском районе Тверской области. Административный центр Борисцевского сельского поселения.

## География
Находится в 4 км к юго-западу от города Торжка, на автодороге «Торжок — Луковниково — Дарьино». К югу от деревни проходит железнодорожная линия «Торжок — Соблаго».

## История
Во второй половине XIX — начале XX века деревня Борисцево относилась к Михайловскому приходу Новоторжской волости Новоторжского уезда. В 1884 году — 70 дворов, 426 жителей.
По переписи 1920 года Борисцево центр одноимённого сельсовета, в ней 99 дворов, 500 жителей. В 1935 году новая застройка к северу от деревни (за ручьём Дорогощин) выделена в отдельную деревню Новое Борисцево, и деревня до 1970-х годов называлась Старое Борисцево. С 1936 года — в совхозе «Новоторжский».
В 1997 году в деревне 45 хозяйств, 114 жителей. Администрация Борисцевского сельского округа, начальная школа, магазин.

## Население
| 1859 | 1884 | 1920 | 1997 | 2002 | 2010 |
| ---- | ---- | ---- | ---- | ---- | ---- |
| 324  | ↗426 | ↗500 | ↘114 | ↘83  | ↘73  |